# شریا سارن
شریا سارن (انگلیسی: Shriya Saran؛ زادهٔ ۱۱ سپتامبر ۱۹۸۲) یک هنرپیشه، و مدل اهل هند است. وی از سال ۲۰۰۱ میلادی تاکنون مشغول فعالیت بوده‌است.
از فیلم‌ها یا برنامه‌های تلویزیونی که وی در آن نقش داشته‌است می‌توان به بچه‌های نیمه‌شب اشاره کرد.

## فیلم‌شناسی
فهرست برخی از فیلم‌هایی که شریا سارن در آنها به ایفای نقش پرداخته‌است:
- بچه‌های نیمه‌شب
- بازی
- زندگی زیباست
- دید ظاهری
- عملیات استانبول
- منطقه قاضی‌آباد
- آوارگی
- دوداس
- ما
- مرد شماره یک
- چاتراپاتی
- گوپالا گوپالا
- گائوتامی‌پوترا ساتاکارانی
- بازی الهی آغاز می‌شود
- سیواجی
- بچه کوچک
- چناکساوا ردی
- پادشاه
- پسر تامیلی دوست‌داشتنی
- چاندرا
- من ۲۰ ساله، تو ۱۸ ساله
- همه‌جا دزد هست
- گایاتری
- به من قسم بخور
- پول برگشتی
- مسیر شاه
- پسر وفادار
- ظاهر فریبنده ۲ (۲۰۲۲)
- آموزشگاه موسیقی
- آرجون
- معشوق پایان ناپذیر است